# Lomar
Lomar é uma localidade portuguesa do Município de Braga que foi sede da extinta Freguesia de Lomar, freguesia que tinha 3,14 km² de área e 6 041 habitantes (2011), e, por isso, uma densidade populacional de 1 923,9 hab/km².
A freguesia foi extinta em 2013, no âmbito de uma reforma administrativa nacional, tendo sido agregada à Freguesia de Arcos, para formar uma nova freguesia denominada União das Freguesias de Lomar e Arcos da qual é a sede.

## População
| População da Freguesia de Lomar (1864 – 2011) | População da Freguesia de Lomar (1864 – 2011) | População da Freguesia de Lomar (1864 – 2011) | População da Freguesia de Lomar (1864 – 2011) | População da Freguesia de Lomar (1864 – 2011) | População da Freguesia de Lomar (1864 – 2011) | População da Freguesia de Lomar (1864 – 2011) | População da Freguesia de Lomar (1864 – 2011) | População da Freguesia de Lomar (1864 – 2011) | População da Freguesia de Lomar (1864 – 2011) | População da Freguesia de Lomar (1864 – 2011) | População da Freguesia de Lomar (1864 – 2011) | População da Freguesia de Lomar (1864 – 2011) | População da Freguesia de Lomar (1864 – 2011) | População da Freguesia de Lomar (1864 – 2011) |
| --------------------------------------------- | --------------------------------------------- | --------------------------------------------- | --------------------------------------------- | --------------------------------------------- | --------------------------------------------- | --------------------------------------------- | --------------------------------------------- | --------------------------------------------- | --------------------------------------------- | --------------------------------------------- | --------------------------------------------- | --------------------------------------------- | --------------------------------------------- | --------------------------------------------- |
| 1864                                          | 1878                                          | 1890                                          | 1900                                          | 1911                                          | 1920                                          | 1930                                          | 1940                                          | 1950                                          | 1960                                          | 1970                                          | 1981                                          | 1991                                          | 2001                                          | 2011                                          |
| 593                                           | 543                                           | 661                                           | 697                                           | 756                                           | 791                                           | 940                                           | 1 120                                         | 1 414                                         | 2 039                                         | 1 895                                         | 3 119                                         | 3 822                                         | 5 546                                         | 6 041                                         |

## Património
- Igreja Matriz (românica, datada do século XII, com arcos do primeiro claustro do Mosteiro Beneditino, além de pormenores arquitetónicos e ornamentais do século IX e XII)
- Cruzeiro no Largo da Ponte
- Capela do Senhor dos Milagres
- Capela Santo António